# Кубок володарів кубків 1984—1985
Кубок володарів кубків 1984–1985 — 25-ий розіграш Кубка володарів кубків УЄФА, європейського клубного турніру для переможців національних кубків. 

## Учасники
| №п/п | Клуб                              | Турнір                                     |
| ---- | --------------------------------- | ------------------------------------------ |
| 1    | «Евертон»                         | Володар Кубка Англії 1983—1984             |
| 2    | «Рома»                            | Володар Кубка Італії 1983—1984             |
| 3    | «Баєр 04»                         | Володар Кубка ФРН 1983—1984                |
| 4    | «Динамо» (Москва)                 | Володар Кубка СРСР 1984                    |
| 5    | «Гент»                            | Володар Кубка Бельгії 1983—1984            |
| 6    | «Селтік»                          | Фіналіст Кубка Шотландії 1983—1984         |
| 7    | «Порту»                           | Володар Кубка Португалії 1983—1984         |
| 8    | «Барселона»                       | Фіналіст Кубка Іспанії 1983—1984           |
| 9    | «Хайдук»                          | Володар Кубка Югославії 1983—1984          |
| 10   | «Інтернаціональ Словнафт»         | Фіналіст Кубка Чехословаччини 1983—1984    |
| 11   | «Мец»                             | Володар Кубка Франції 1983—1984            |
| 12   | «Динамо» (Дрезден)                | Володар Кубка НДР 1983—1984                |
| 13   | «Рапід»                           | Володар Кубка Австрії 1983—1984            |
| 14   | «Фортуна»                         | Фіналіст Кубка Нідерландів 1983—1984       |
| 15   | «Стяуа»                           | Фіналіст Кубка Румунії 1983—1984           |
| 16   | «Серветт»                         | Володар Кубка Швейцарії 1983—1984          |
| 17   | «Тракія»                          | Фіналіст Кубка Болгарії 1983—1984          |
| 18   | «Мальме»                          | Володар Кубка Швеції 1983—1984             |
| 19   | «Рексем»                          | Фіналіст Кубка Уельсу 1983—1984            |
| 20   | «Лариса»                          | Фіналіст Кубка Греції 1983—1984            |
| 21   | «Шіофок»                          | Володар Кубка Угорщини 1983—1984           |
| 22   | «Вісла»                           | Фіналіст Кубка Польщі 1983—1984            |
| 23   | КБ                                | Фіналіст Кубка Данії 1983—1984             |
| 24   | «Університетський коледж Дубліна» | Володар Кубка Ірландії 1983—1984           |
| 25   | «Мосс»                            | Володар Кубка Норвегії 1983                |
| 26   | «Бешикташ»                        | Володар Кубка Туреччини 1983—1984          |
| 27   | «Куусюсі»                         | Володар Кубка Фінляндії 1983               |
| 28   | «Балліміна Юнайтед»               | Володар Кубка Північної Ірландії 1983—1984 |
| 29   | АПОЕЛ                             | Володар Кубка Кіпру 1983—1984              |
| 30   | «Хамрун Спартанс»                 | Володар Кубка Мальти 1983—1984             |
| 31   | «Вестманнаейя»                    | Фіналіст Кубка Ісландії 1983               |
| 32   | «Уніон»                           | Фіналіст Кубка Люксембургу 1983—1984       |

## Перший раунд
| Команда 1                          | Заг.    | Команда 2          | 1-й матч | 2-й матч |
| ---------------------------------- | ------- | ------------------ | -------- | -------- |
| 18 вересня/3 жовтня 1984           |         |                    |          |          |
| Рапід (Відень)                     | 5:2     | Бешікташ           | 4:1      | 1:1      |
| 19/26 вересня 1984                 |         |                    |          |          |
| Балліміна Юнайтед                  | 1:3     | Хамрун Спартанс    | 0:1      | 1:2      |
| 19 вересня/2 жовтня 1984           |         |                    |          |          |
| УКД                                | 0:1     | Евертон            | 0:0      | 0:1      |
| 19 вересня/3 жовтня 1984           |         |                    |          |          |
| Баварія                            | 7:1     | Мосс               | 5:0      | 2:1      |
| Тракія (Пловдив)                   | 5:1     | Уніон (Люксембург) | 4:0      | 1:1      |
| Рома                               | 1:0     | Стяуа              | 1:0      | 0:0      |
| Рексем                             | 4:4 (ч) | Порту              | 1:0      | 3:4      |
| КБ                                 | 0:3     | Фортуна            | 0:0      | 0:3      |
| Вісла                              | 7:3     | Вестманнаейя       | 4:2      | 3:1      |
| Мальме                             | 3:4     | Динамо (Дрезден)   | 2:0      | 1:4      |
| Мец                                | 6:5     | Барселона          | 2:4      | 4:1      |
| Гент                               | 1:3     | Селтік             | 1:0      | 0:3      |
| Шіофок Баняш                       | 1:3     | Лариса             | 1:1      | 0:2      |
| АПОЕЛ                              | 1:6     | Серветт            | 0:3      | 1:3      |
| Динамо (Москва)                    | 6:2     | Хайдук             | 1:0      | 5:2      |
| 19 вересня/4 жовтня 1984           |         |                    |          |          |
| Інтернаціональ Словнафт Братислава | 6:1     | Куусюсі            | 2:1      | 1:1      |

## Другий раунд
| Команда 1                          | Заг. | Команда 2        | 1-й матч | 2-й матч |
| ---------------------------------- | ---- | ---------------- | -------- | -------- |
| 24 жовтня/7 листопада 1984         |      |                  |          |          |
| Баварія                            | 4:3  | Тракія (Пловдив) | 4:1      | 0:2      |
| Рома                               | 3:0  | Рексем           | 2:0      | 1:0      |
| Інтернаціональ Словнафт Братислава | 0:4  | Евертон          | 0:1      | 0:3      |
| Фортуна                            | 3:2  | Вісла            | 2:0      | 1:2      |
| Динамо (Дрезден)                   | 3:1  | Мец              | 3:1      | 0:0      |
| Лариса                             | 3:1  | Серветт          | 2:1      | 1:0      |
| Динамо (Москва)                    | 6:0  | Хамрун Спартанс  | 5:0      | 1:0      |
| 24 жовтня/12 листопада 1984        |      |                  |          |          |
| Рапід (Відень)                     | 4:1  | Селтік           | 3:1      | 1:0      |

## 1/4 фіналу
| Команда 1         | Заг. | Команда 2       | 1-й матч | 2-й матч |
| ----------------- | ---- | --------------- | -------- | -------- |
| 6/20 березня 1985 |      |                 |          |          |
| Баварія           | 4:1  | Рома            | 2:0      | 2:1      |
| Евертон           | 5:0  | Фортуна         | 3:0      | 2:0      |
| Динамо (Дрезден)  | 3:5  | Рапід (Відень)  | 3:0      | 0:5      |
| Лариса            | 0:1  | Динамо (Москва) | 0:0      | 0:1      |

## 1/2 фіналу
| Команда 1         | Заг. | Команда 2       | 1-й матч | 2-й матч |
| ----------------- | ---- | --------------- | -------- | -------- |
| 10/24 квітня 1985 |      |                 |          |          |
| Баварія           | 1:3  | Евертон         | 0:0      | 1:3      |
| Рапід (Відень)    | 4:2  | Динамо (Москва) | 3:1      | 1:1      |

## Фінал
| 15 травня 1985 |

| Евертон                      | 3:1      | Рапід (Відень) |
| ---------------------------- | -------- | -------------- |
| Грей 57' Стівен 72' Шиді 85' | Протокол | Кранкль 83'    |

| Де Кейп, Роттердам Глядачів: 38 500 Арбітр: Паоло Касарін |

| Володар Кубка володарів кубків 1984—1985 |
| ---------------------------------------- |
| Англія                                   |
| Евертон 1-й титул                        |